# Cyanide Studios
Cyanide S.A., oft auch Cyanide Studios oder Cyanide Studio genannt, ist ein französisches Entwicklungsunternehmen für Computerspiele mit Sitz in Nanterre, Frankreich.

## Geschichte
Cyanide wurde 2000 von sieben ehemaligen Mitarbeitern des französischen Computerspielherstellers Ubisoft, darunter Patrick Pligersdorffer, gegründet. Der Hauptsitz des Unternehmens ist in Nanterre, einem Vorort westlich der Landeshauptstadt Paris. Daneben betreibt das Studio seit 2007 eine Niederlassung in Montreal, Kanada, später wurde eine weitere in Chengdu, Volksrepublik China eröffnet.
Das Studio entwickelte Spiele in zahlreichen unterschiedlichen Genres. Seit 2001 veröffentlicht das Unternehmen jährlich neue Versionen seiner Rennradsimulation, zuerst unter der Bezeichnung Cycling Manager (2001–2004), dann Pro Cycling Manager (seit 2005). In Deutschland erschienen die Spiele unter ebenfalls wechselnder Bezeichnung als Erik Zabels Cycling Manager (2001–2002), Radsport Manager (2003–2004), Radsport Manager Pro (2005–2007) und mittlerweile als Le Tour de France (seit 2008). 2004 veröffentlichte das Unternehmen den Titel Chaos League, eine Sportsimulation mit einer Fantasyvariante des American Football. Zuvor hatte sich das Unternehmen erfolglos um eine Lizenz für das ähnlich gelagerte, von Games Workshop als Tabletop verlegte Blood Bowl bemüht, einem Ableger von Warhammer Fantasy. Erst 2009 konnte Cyanide mit Blood Bowl ein offiziell lizenziertes Spiel veröffentlichen, 2012 folgte Dungeonbowl. 2007 veröffentlichte Cyanide das Action-Rollenspiel Loki: Im Bannkreis der Götter. 2009 sicherte sich das Unternehmen die Lizenz für Computerspiele im Fantasy-Universum Das Lied von Eis und Feuer von George R. R. Martin. Damit erwarb das Studio die Rechte noch vor der Vergabe der Verfilmungsrechte an den US-Privatsender HBO. Cyanide entwickelte daraus ein Strategiespiel namens A Game of Thrones: Genesis und ein Rollenspiel mit dem Titel Game of Thrones, das als offizielles Begleitprodukt zur HBO-Serienverfilmung der Romanreihe veröffentlicht wurde. Es erzählt eine zur Vorlage und zur Serie eigenständige Handlung, die von Cyanide selbst entwickelt und von George R. R. Martin hauptsächlich auf Einhaltung des Kanons überprüft wurde.
Im Mai 2018, nachdem das Studio zuvor eine intensive Partnerschaft mit dem französischen Publisher Focus Home Interactive unterhalten hatte, wurde Cyanide schließlich von Focus’ Konkurrenten Bigben Interactive übernommen.

## Veröffentlichte Spiele
| Titel                                 | Veröffentlichungsdatum | Plattformen                                                            | Publisher                      |
| ------------------------------------- | ---------------------- | ---------------------------------------------------------------------- | ------------------------------ |
| Erik Zabels Cycling Manager           | 2001                   | Microsoft Windows                                                      | Focus Home Interactive         |
| Erik Zabels Cycling Manager 2         | 21. Juni 2002          | Microsoft Windows                                                      | Focus Home Interactive         |
| Radsport Manager 2003/2004            | Juni 2003              | Microsoft Windows                                                      | Focus Home Interactive         |
| Pro Rugby Manager                     | 26. März 2004          | Microsoft Windows                                                      | Focus Home Interactive         |
| Radsport Manager 2004/2005            | 25. Juni 2004          | Microsoft Windows                                                      | Focus Home Interactive         |
| Chaos League                          | 8. Aug. 2004           | Microsoft Windows                                                      | Digital Jesters                |
| Pro Rugby Manager 2                   | 2005                   | Microsoft Windows                                                      | Digital Jesters                |
| Chaos League: Sudden Death (Add-on)   | 23. Juni 2005          | Microsoft Windows                                                      | Focus Multimedia               |
| Radsport Manager Pro 2005/2006        | 30. Juni 2005          | Microsoft Windows                                                      | Focus Home Interactive         |
| Wintersport Pro 2006                  | 6. Feb. 2006           | Microsoft Windows                                                      | Crimson Cow                    |
| Loki: Im Bannkreis der Götter         | 4. Juni 2007           | Microsoft Windows                                                      | Crimson Cow                    |
| Radsport Manager Pro 2006             | 16. Juni 2006          | Microsoft Windows                                                      | Crimson Cow                    |
| Pferderennsport Manager               | 17. Juni 2006          | Microsoft Windows                                                      | Micro Application              |
| Radsport Manager Pro 2007             | Juni 2007              | Microsoft Windows                                                      | Focus Home Interactive         |
| Pro Cycling: Season 2007              | 2007                   | PlayStation Portable                                                   | Focus Home Interactive         |
| Runaway 2: The Dream of the Turtle    | Nov. 2007              | Nintendo DS                                                            | Focus Home Interactive         |
| Tour de France 2008                   | Juni 2008              | Microsoft Windows                                                      | Focus Home Interactive         |
| Pro Cycling: Season 2008              | 27. Juni 2008          | PlayStation Portable                                                   | 93 Games                       |
| Le Tour de France: Saison 2009        | 18. Juni 2009          | Microsoft Windows                                                      | Focus Home Interactive         |
| Blood Bowl                            | 26. Juni 2009          | Microsoft Windows, Nintendo DS, PlayStation 3, Xbox 360                | Focus Home Interactive         |
| Le Tour de France: Saison 2010        | 16. Juni 2010          | Microsoft Windows                                                      | Focus Home Interactive         |
| Le Tour de France: Saison 2011        | 24. Juni 2011          | Microsoft Windows, PlayStation 3, Xbox 360                             | Focus Home Interactive         |
| A Game of Thrones: Genesis            | 29. Sep. 2011          | Microsoft Windows                                                      | Focus Home Interactive         |
| Confrontation                         | 5. Apr. 2012           | Microsoft Windows                                                      | Focus Home Interactive         |
| Game of Thrones                       | 15. Mai 2012           | Microsoft Windows, PlayStation 3, Xbox 360                             | Focus Home Interactive / Atlus |
| Dungeonbowl                           | 8. Juni 2012           | Microsoft Windows                                                      | Cyanide                        |
| Le Tour de France: Saison 2012        | 22. Juni 2012          | Microsoft Windows, PlayStation 3, Xbox 360                             | Focus Home Interactive         |
| Of Orcs and Men                       | 11. Okt. 2012          | Microsoft Windows, PlayStation 3, Xbox 360                             | Focus Home Interactive         |
| Impire                                | 14. Feb. 2013          | Microsoft Windows                                                      | Paradox Interactive            |
| Dungeon Party                         | 13. März 2013          | Microsoft Windows                                                      | Cyanide                        |
| Final Stretch: Horse Racing Sim       | 15. März 2013          | Microsoft Windows, OS X                                                | Bigben Interactive             |
| Le Tour de France: Saison 2013        | 20. Juni 2013          | Microsoft Windows, PlayStation 3, Xbox 360                             | Focus Home Interactive         |
| Aarklash: Legacy                      | 12. Sep. 2013          | Microsoft Windows                                                      | Cyanide                        |
| Dogs of War Online                    | 4. Feb. 2014           | Microsoft Windows                                                      | Cyanide                        |
| Le Tour de France: Saison 2014        | 20. Juni 2014          | Microsoft Windows, PlayStation 3, Xbox 360                             | Focus Home Interactive         |
| Styx: Master of Shadows               | 7. Okt. 2014           | Microsoft Windows, PlayStation 4, Xbox One                             | Focus Home Interactive         |
| Le Tour de France: Saison 2015        | 18. Juni 2015          | Microsoft Windows, PlayStation 3, PlayStation 4, Xbox One              | Koch Media                     |
| Blood Bowl 2                          | 22. Sep. 2015          | Microsoft Windows, OS X, Xbox One, PlayStation 4                       | Focus Home Interactive         |
| Styx: Shards of Darkness              | 14. März 2017          | Microsoft Windows, PlayStation 4, Xbox One                             | Focus Home Interactive         |
| Le Tour de France: Saison 2017        | 15. Juni 2017          | Microsoft Windows, PlayStation 4, Xbox One                             | Focus Home Interactive         |
| Pro Cycling Manager 2017              | 15. Juni 2017          | Microsoft Windows                                                      | Focus Home Interactive         |
| Space Hulk: Tactics                   | 8. Okt. 2018           | Microsoft Windows, PlayStation 4, Xbox One                             | Focus Home Interactive         |
| Call of Cthulhu                       | 30. Okt. 2018          | Microsoft Windows, PlayStation 4, Xbox One                             | Focus Home Interactive         |
| Werewolf: The Apocalypse – Earthblood | 4. Feb. 2021           | Microsoft Windows, PlayStation 4, PlayStation 5, Xbox One, Xbox Series | Nacon                          |